# Мішкін Олександр Євгенович
Олександр Євгенович Мішкін (рос. Мишкин Александр Евгеньевич) (13 липня 1979, с. Лойга, Архангельська область, Росія) — російський спецпризначенець, полковник ГРУ.
Згідно з розслідуванням Bellingcat, у березні 2018 року брав участь у спецоперації з отруєння колишнього російського шпигуна Сергія Скрипаля у британському місті Солсбері. До Великої Британії прилетів під іменем Олександр Петров. Британська поліція відмовилася підтвердити цю інформацію, але й спростовувати її не стала. Брав участь у спецопераціях в Україні, у Придністров'ї і в Західній Європі.

## Біографія
Батьки Олександра Мішкіна — Євген і Тетяна Мішкіни — зареєстрували шлюб 1978 року у Лойзі, однак у середині 1990-х переїхали до селища Ломоватка. Мішкін Олександр народився 13 липня 1979 року в селищі Лойга в Архангельській області. Мишкін ходив там в дитячий садок і школу, а через кілька років його сім'я переїхала в сусіднє селище Ломоватка, де його батько працював на місцевих лісозаготівельних підприємствах, зокрема, свого часу він був директором «Ломоватського ліспромгоспу» і володів невеликими частками у компаніях «Вологдаліс» і «Деревоекспорт». Добре вчився в школі і був сільським діджеєм у рідному селищі Лойга Архангельської області. В його родині військових не було.
У 1995 році Мишкін переїхав до Петербургу і де два роки по тому він вступив до Військово-медичної академії імені Кірова в Петербурзі (ВМедА), де навчався на 4-му факультеті підготовки лікарів для військово-морського флоту, за фахом гіпербарична медицина.
У 2000 році працював офіціантом у бістро «Гарсон» на Невському проспекті.
Закінчивши військово-медичну академію та пройшовши підготовку військового лікаря для військово-морських сил Росії, під час своїх медичних досліджень Мішкін був залучений до ГРУ, а до 2010 року переїхав до Москви, де був засекречений, зокрема отримав інший ідентифікаційний номер та закордонний паспорт на ім'я Олександра Петрова.
У 2011—2018 рр. — багато разів відбував у закордонні відрядження. Bellingcat визначила багаторазові поїздки в Україну у 2013 році та невизнану Придністровську республіку.
До початку вересня 2014 року зареєстрованою домашньою адресою Мішкіна в Москві була Хорошевське шосе, 76B, — адреса штаб-квартири ГРУ.
6 вересня 2018 року центр «Миротворець» вніс Анатолія Чепігу до своєї бази.

### Отруєння Скрипаля
У 2018 році разом зі своїм напарником Анатолієм Чепігою взяв участь в операції з отруєння колишнього російського агента на території Великої Британії.

## Герой Росії
- Нагороду він отримав у 2014 році, як і Анатолій Чепіга, за терористичну діяльність в Україні. Восени того ж року вони отримали від держави стометрові квартири в Москві: їхня ринкова вартість становила 24 мільйони рублів (у Мішкіна) і 30 мільйонів (у Чепіги). The Insider зазначає, що нагородження квартирами при присвоєнні звання Героя Росії — стандартна практика.